# Achromadora longiseta
Achromadora longiseta är en rundmaskart som beskrevs av Stekhoven 1951. Achromadora longiseta ingår i släktet Achromadora och familjen Cyatholaimidae. Inga underarter finns listade i Catalogue of Life.